# ENDLESS LABYRINTH
『ENDLESS LABYRINTH』（エンドレス ラビリンス）は、EverdreaMの1枚目のミニ・アルバム。2023年6月21日にHIANから発売された。

## 概要
アイムエンタープライズ所属のMisato（松岡美里）・Hitomi（関根瞳）により結成されたユニット。
本作は、2023年4月に3週連続配信されたデジタル・ダウンロード・シングル3作「ENDLESS LABYRINTH」（六道の悪女たち#主題歌）、「Dreams come true~欲する翼~」、「ever dream」に加え、新曲「心の声」計4曲と、それらのオフヴォーカルを収録。
DVD付初回限定盤と通常盤の2形態発売。DVDには前述の3作シングル曲のMV1曲とリリックビデオ2曲が収められている。

## 収録曲
CD
1. ENDLESS LABYRINTH
2. Dreams come true～欲する翼～
3. Interlude～ever dream
4. ever dream
5. 心の声
6. ENDLESS LABYRINTH (Instrumental)
7. Dreams come true～欲する翼～ (Instrumental)
8. ever dream (Instrumental)
9. 心の声 (Instrumental)

DVD
1. ENDLESS LABYRINTH [Music Video]
2. Dreams come true～欲する翼～ [Lyric Video]
3. ever dream [Lyric Video]